# Тит Секстий Магий Латеран (консул 197 г.)
Вижте пояснителната страница за други личности с името Тит Секстий Магий Латеран.
Тит Секстий Магий Латеран (на латински: Titus Sextius Magius Lateranus) e римски политик, сенатор и военен през 3 век.

## Биография
Латеран произлиза от републиканска фамилия и е син на Тит Секстий Латеран, консул през 154 г.
В Партската война през 195 г. Тит е дук на император Септимий Север, на когото дължи голямото си богатство. През 197 г. става консул заедно с Куспий Руфин. Той е собственик на наречения на него палат на Латеран.